# Annuncio ai pastori

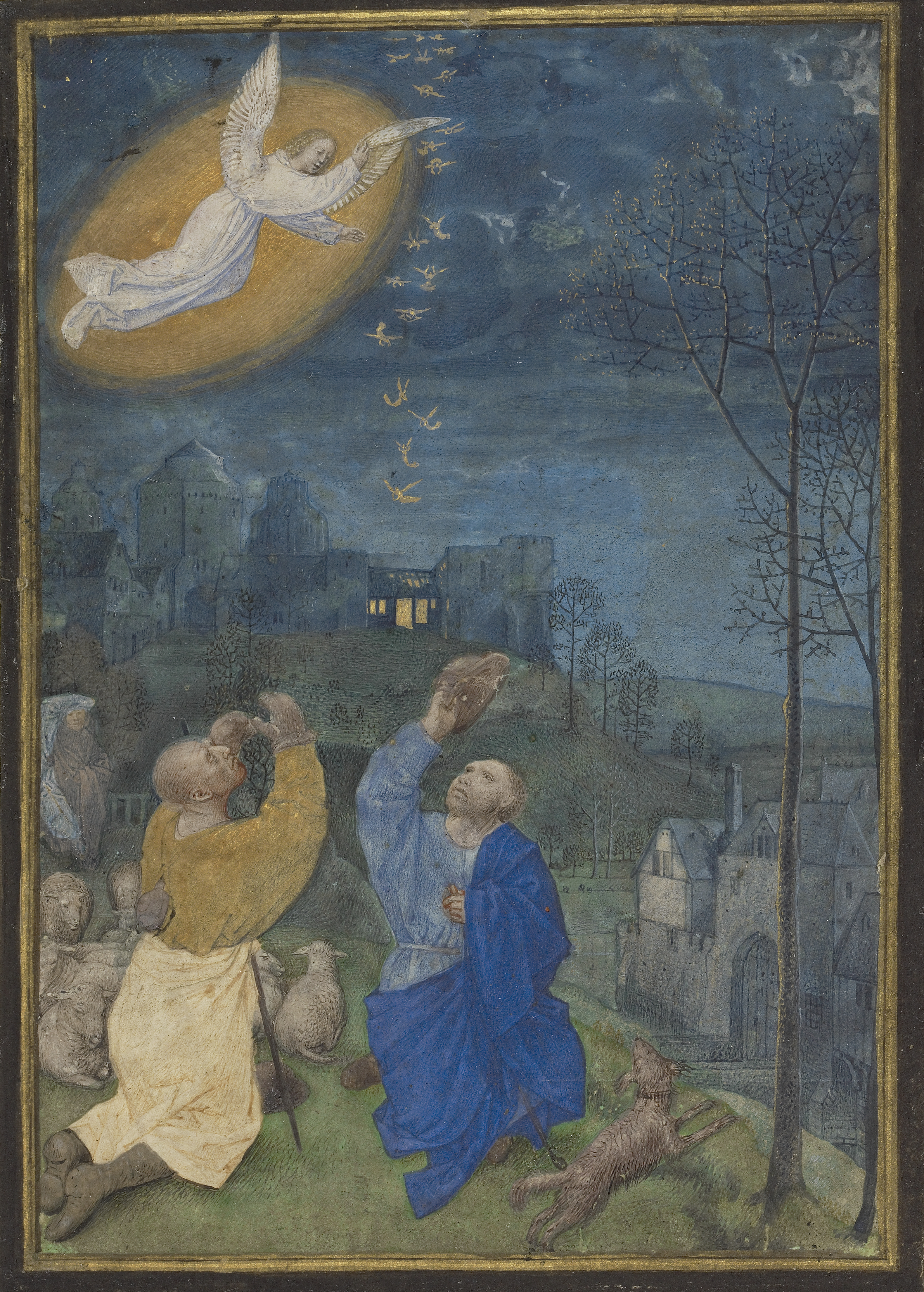
Annuncio ai pastori. Miniatura fiamminga del XV secolo.

L'annuncio ai pastori è un episodio della nascita di Gesù riportato dal Vangelo secondo Luca, in cui un angelo annuncia la nascita del messia ad un gruppo di pastori. L'episodio è seguito dall'adorazione dei pastori.

## Racconto evangelico
Il vangelo di Luca narra che la notte della nascita di Gesù alcuni pastori, che si trovavano con il gregge nella campagna vicino a Betlemme, furono spaventati dall'improvvisa apparizione di un angelo, che dopo averli esortati a non avere paura li informò che a Betlemme era nato un salvatore, il messia. L'angelo disse che avrebbero trovato un bambino avvolto in fasce in una mangiatoia; apparvero quindi molti altri angeli, che cantavano lodi a Dio. I pastori decisero allora di recarsi al Betlemme, dove trovarono Giuseppe, Maria e il bambino Gesù, come era stato detto loro.

## Rappresentazione nell'arte
Inizialmente rappresentata solo come parte della scena della nascita di Gesù, l'annuncio ai pastori divenne un tema autonomo nel IX secolo, anche se questa novità non si diffuse, rimanendo come usanza più comune la sua rappresentazione insieme alle altre scene del ciclo della natività. La convenzione dell'arte bizantina, ancora usata nelle icone della Chiesa ortodossa, è quella di mostrare la scena sullo sfondo del paesaggio della natività, solitamente a destra, mentre i Magi si avvicinano da sinistra. Questa convenzione era molto comune anche nelle rappresentazioni artistiche del cristianesimo latino nel Medioevo, sebbene i Magi fossero spesso omessi. Così, ad esempio, Domenico Ghirlandaio nell'Adorazione dei pastori (1485) include la scena dell'annuncio perifericamente, nell'angolo in alto a sinistra, anche se tale episodio si verifica prima della scena principale dell'adorazione, posta in primo piano. Similarmente, nella Natività di Gesù di Geertgen tot Sint Jans (1490 circa), la scena è raffigurata su una collina vista da un'apertura nel muro della stalla. 
I paesaggi variano, anche se di solito includono colline o anche montagne scoscese, evidenziando la loro posizione più alta nella scena della Natività, come nell'opera di Jacopo di Cione (1370). Il numero dei pastori è molto variabile, sebbene nella pittura occidentale di solito ne compaiono tre. Sono solitamente inclusi anche pecore o altri animali tipici del pascolo, e uno o più cani, come nell'opera di Taddeo Gaddi. Negli ultimi secoli del Medioevo il soggetto è stato trattato meno come scena indipendente, ma non è raro trovarne esempi nei secoli successivi: tra i dipinti più famosi vi sono quelli di Abraham Hondius e di Rembrandt. 
Insieme all'orazione nell'orto degli ulivi e all'arresto di Gesù, l'annuncio ai pastori fu la scena notturna più rappresentata dalla pittura fiamminga del XV secolo. 
Nell'arte del Rinascimento i pastori sono talvolta rappresentati mentre suonano strumenti musicali per associarli alle scene mitologiche di Orfeo. Una rara e curiosa miniatura del Libro d'Ore fiammingo La Flora (1489 ca.) mostra i pastori che suonano per Gesù Bambino, mentre la Vergine è felice di farsi da parte.